# 안구일라라사바치아
안구일라라사바치아(이탈리아어: Anguillara Sabazia)는 이탈리아 라치오주 로마현에 위치한 코무네다. 로마로부터 북서쪽 30km 거리에 있다.
미국의 시트콤 내 사랑 레이몬드가 여기서 촬영을 했었다.